# Тростянецкий завод «Электроприбор»
Тростянецкий завод «Электроприбор» — предприятие в городе Тростянец Сумского района Сумской области Украины.

## История

### 1957 - 1991
Тростянецкий электротехнический завод был создан в 1957 году в соответствии с шестым пятилетним планом развития народного хозяйства СССР на территории бывшего спиртового завода. В 1960е годы на заводе был освоен выпуск электротехнических изделий хозяйственно-бытового и промышленного назначения (высокоамперных рубильников, переключателей, магнитных пускателей и др.).
В 1960е годы объем производства на заводе вырос в 5,5 раз, ассортимент выпускаемых товаров увеличился (в частности, было освоено производство утюгов), и в 1968 году предприятие получило новое наименование - Тростянецкий завод «Электробытприбор». В 1972 году завод произвёл продукции на 7 млн. рублей.
В целом, в советское время завод «Электробытприбор» входил в число ведущих предприятий города.

### После 1991
После провозглашения независимости Украины государственное предприятие было преобразовано в открытое акционерное общество.
В мае 1995 года Кабинет министров Украины утвердил решение о приватизации завода.
5 августа 2004 года хозяйственный суд Сумской области возбудил дело о банкротстве ОАО "Тростянецкий завод «Электробытприбор»"
В дальнейшем, предприятие было реорганизовано в общество с ограниченной ответственностью Тростянецкий завод «Электроприбор».

## Современное состояние
Завод занимается производством выключателей и разъединителей, предназначенных для проведения токов от 630 до 5000 А и напряжением до 1200В, используемых в сельском хозяйстве, машиностроительной, горнодобывающей, металлургической, химической промышленности, а также на морском транспорте. Также завод изготавливает металлические (штампы, пресс-формы, литейные формы и др.) и пластмассовые изделия и предоставляет услуги термической обработки деталей.
На заводе работает цех гальванического цинкования с проектной мощностью до 300 тонн в год.